# 假祭祀飯
假祭祀飯（韓語：헛제삿밥），是韓國儒教文化中心安東市的一種特色餐點，因模仿祭祀祖先的飯菜而得名。由蔬菜苗配以白飯，拌上醬油而成，食用時伴以烤魚和煎餅。